# Вільям Моузлі
Вільям Пітер Моузлі (англ. William Peter Moseley, 27 квітня 1987, Шипскомб, Страуд, Глостершир, Англія, Велика Британія) — англійський актор. Найбільш відомий за роллю Пітера Певенсі у фільмах «Хроніки Нарнії: Лев, чаклунка та чарівна шафа», «Хроніки Нарнії: Принц Каспіан».

## Ранній життєпис та навчання
Моузлі народився 1987 року в Шипскомбі (Глостершир) В АнгліЇ у родині Пітера (кінематографіст) та Джульєтт Моузлі (уроджена Флемінг). У Вільяма є молодший брат та молодша сестра: Бенджамін (нар.. 1992) та Дейзі (нар.. 1989). Моузлі відвідував «Шипскомбську початкову школу» (англ. Sheepscombe County Primary School з вересня 1991 до липня 1998 року і продовжив своє навчання в коледжі «Вайкліфф» (англ. Wycliffe College) у Глостерширі, а також школі для хлопчиків «Марлінг» (англ. Marling School) .

## Кар'єра

### «Хроніки Нарнії»
У 2003 році Вільям пройшов кастинг на роль Пітера Певенсі в екранізації твору Клайва Льюїса « Хроніки Нарнії: Лев, чаклунка та шафа» . Кастинг на фільм тривав 18 місяців з 2002 до 2004 року. Самі зйомки тривали з червня 2004 року до лютого 2005 року. Моузлі повернувся в сіквелі фільму « Хроніки Нарнії: Принц Каспіан» в 2008 році. У фільмі 2010 року « Хроніки Нарнії: Підкорювач Світанку» він з'явився в епізодичній ролі.
Досі підтримує дружні стосунки з колегами по «Хроніках Нарнії», Анною Попплвелл, Скандаром Кейнзом та Джорджі Генлі .

### 2012— теперішній час
2012 року Моузлі зіграв в одному з епізодів американського телесеріалу « Сприйняття». Того ж року він отримав роль у пілотному епізоді нового шоу «Відбір», проте цей телесеріал так і не придбали телеканали. У 2014 році актор отримав роль принца Ліама Хенстриджа в мильній опері про вигадану британську королівську родину « Члени королівської сім'ї» . 2015 року він зіграв у фантастичному бойовику «Вуаль» Брента Райана Гріна, 2016 року — у фільмі жахів « Запит у друзі». У 2017 році актор взяв участь у зйомках фентезі «Русалонька», а з квітня 2019 року на онлайн-платформах можна побачити Моузлі у пригодницькій картині «Золото Флінна» про життя голлівудського актора та секс-символу 1930—1940-х років Еррола Флінна.
У середині грудня в український прокат вийшов екшн-трилер « Кур'єр», який розповідає про зухвалу і невловиму дівчину (українка Ольга Куриленко), яка кидає виклик могутньому кримінальному босу у виконанні Гері Олдмана . Місце дії — Лондон . Моузлі зіграв у фільмі агента Брайанта.

## Особисте життя
З 2012 року Моузлі має стосунки з актрисою Келсі Чоу, партнеркою по фільму «Біжи» .
Під час зйомок фільму «Тиха гора» Моузлі сильно вдарило струмом через грозу на знімальному майданчику. В результаті у нього залишився шрам на біцепсі .

## Фільмографія
| Рік       |    | Українська назва                      | Оригінальна назва                                             | Роль                             |
| --------- | -- | ------------------------------------- | ------------------------------------------------------------- | -------------------------------- |
| 1998      | тф | Сидр з Розі                           | Cider with Rosie                                              | статист                          |
| 2002      | тф | До побачення, містер Чіпс             | Goodbye, Mr. Chips                                            | Форрестер                        |
| 2005      | ф  | Хроніки Нарнії: Лев, чаклунка та шафа | The Chronicles of Narnia: The Lion, the Witch and the Wardro8 | Пітер Певенсі                    |
| 2008      | ф  | Хроніки Нарнії: Принц Каспіан         | The Chronicles of Narnia: Prince Caspian                      | Пітер Певенсі                    |
| 2010      | ф  | Хроніки Нарнії: Підкорювач Світанку   | The Chronicles of Narnia: The Voyage of the Dawn Treader      | Пітер Певенсі                    |
| 2011      | кф | Дон Чідл - Капітан Планета            | Don Cheadle Is Captain Planet                                 | Уїлер                            |
| 2012      | кф |                                       | Partition                                                     | Кемерон Ейнсворт                 |
| 2012      | с  | Сприйняття                            | Perception                                                    | принц Карл Хассе-Бранденберзький |
| 2012      | тф | Відбір                                | The Selection                                                 | Аспен Леджер                     |
| 2013      | ф  | Біжи                                  | Run                                                           | Денієл Ломбарді                  |
| 2014      | ф  | Тиха гора                             | The Silent Mountain                                           | Андреас Грубер                   |
| 2014      | ф  | Маргариту, з соломинкою               | Margarita with a Straw                                        | Джаред                           |
| 2014      | кф |                                       | The Stowaway                                                  | Геррі Крос                       |
| 2015—2018 | с  | Члени королівської сім'ї              | The Royals                                                    | принц Ліам Хенстридж             |
| 2015      | ф  | Вуаль                                 | The Veil                                                      | Ейсел                            |
| 2016      | ф  | Запит у друзі                         | Friend Request                                                | Тайлер                           |
| 2016      | ф  | Керрі Пілбі                           | Carrie Pilby                                                  | Сайрус                           |
| 2016      | ф  | Моя мила Одріна                       | My Sweet Audrina                                              | Орден                            |
| 2018      | ф  | Золото Флінна                         | In Like Flynn                                                 | Дук Адамс                        |
| 2018      | ф  | Русалонька                            | The Little Mermaid                                            | Кем Гаррісон                     |
| 2019      | ф  | Кур'єр                                | The Courier                                                   | агент Брайант                    |
| 2020      | ф  | Артеміс Фаул                          | Artemis Fowl                                                  | Камео                            |
| 2021      | ф  |                                       | Saving Paradise                                               | Майкл Петерсон                   |
| 2020      | ф  | Країна мрій                           | Land of Dreams                                                | Марк                             |
| 2022      | ф  | Середньовіччя                         | Medieval                                                      | Ярослав, брат Яна Жижки          |
| 2022      | ф  | В ефірі                               | On the Line                                                   | Ділан                            |
| 2022      | ф  | Вороняча лощина                       | Raven's Hollow                                                | Едгар Аллан По                   |

## Нагороди та номінації
| Рік  | Премія                             | Категорія                                                                     | Робота                                   | Результат |
| ---- | ---------------------------------- | ----------------------------------------------------------------------------- | ---------------------------------------- | --------- |
| 2006 | Сатурн                             | Найкращий виступ молодого актора                                              | « Хроніки Нарнії: Лев, чаклунка та шафа» | Номінація |
| 2006 | Премія CAMIE                       | Найкращий виступ у фільмі — Молодий акторський склад                          | « Хроніки Нарнії: Лев, чаклунка та шафа» | Перемога  |
| 2006 | Молодий актор                      | Найкращий виступ у фільмі (Комедія або Драма) — Провідна роль молодого актора | « Хроніки Нарнії: Лев, чаклунка та шафа» | Номінація |
| 2008 | Nickelodeon UK Kids' Choice Awards | Улюблений актор кіно                                                          | « Хроніки Нарнії: Принц Каспіан»         | Перемога  |
| 2009 | Молодий актор                      | Найкращий виступ у фільмі — Молодий акторський склад                          | « Хроніки Нарнії: Принц Каспіан»         | Номінація |